# Sächsisches Staatsministerium für Kultus

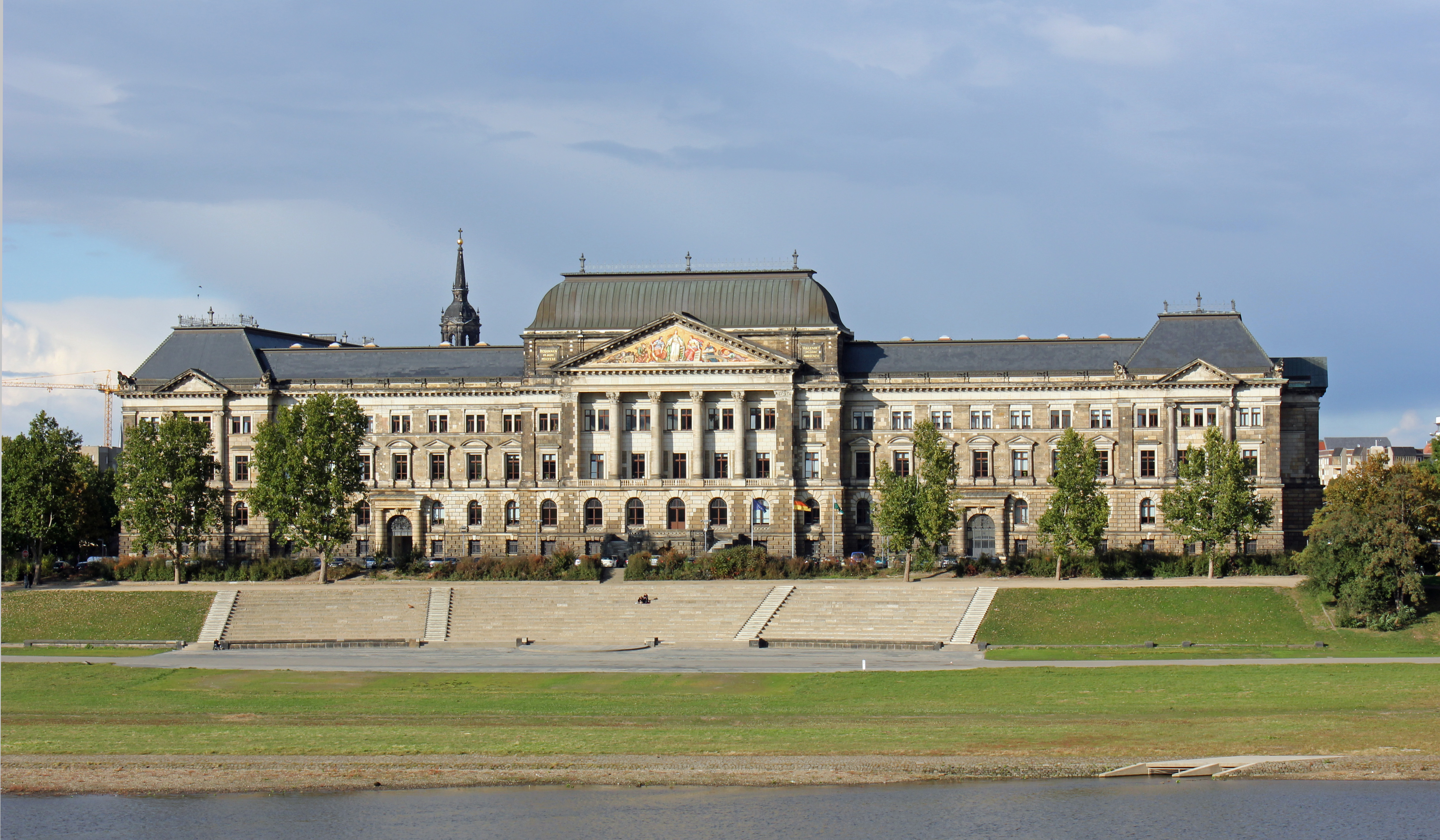
Blick auf das Gebäude der beiden Staatsministerien für Finanzen und für Kultus

Das Sächsische Staatsministerium für Kultus (SMK) ist als Kultusministerium eine Oberste Landesbehörde des Freistaates Sachsen mit Sitz in der Landeshauptstadt Dresden. Es ist seit der Gründung des Freistaates 1990 die oberste Schulbehörde. Das Ministerium befindet sich im Westflügel des Gebäudes des Finanzministeriums am Carolaplatz 1 im Dresdner Regierungsviertel in der Inneren Neustadt.

## Geschichte
Ein Kultusministerium gab es in Sachsen seit Verabschiedung der Verfassung von 1831. Es war damit eines der ältesten Ministerien Sachsens. Direkter Vorläufer waren das Oberkonsistorium und der Kirchenrat in Dresden. Bis zum Ende des 19. Jahrhunderts hieß das Ministerium Ministerium des Cultus und öffentlichen Unterrichts, später Ministerium des Kultus und öffentlichen Unterrichts und ab 1923 Sächsisches Ministerium für Volksbildung bzw. kurz „Volksbildungsministerium“. Bis 1926 nahm es auch wesentliche Leitungsfunktionen für die Evangelisch-Lutherische Landeskirche Sachsens wahr.
Bei der Auflösung des Landes Sachsen 1952 wurde auch das Bildungsministerium des Landes aufgelöst. 1990 wurde das Bildungsministerium mit Neuerrichtung des Freistaats Sachsen unter seinem heutigen Namen wiedergegründet. 
Seit dem 19. Dezember 2024 wird das Staatsministerium von Conrad Clemens (CDU) als Staatsminister für Kultus geleitet, Staatssekretär ist Wilfried Kühner.

## Aufgaben des Ministeriums
Auf schulischer Ebene ist das Ministerium für das allgemeinbildende und berufliche Schulwesen sowie überregionale Angelegenheiten der Bildungspolitik verantwortlich. Es stellt Schulentwicklungsplanungen an und legt Richtlinien für den Schulhausbau und dessen Ausstattung fest. Auch die Angelegenheiten der Lehrer befinden sich im Zuständigkeitsbereich des Ministeriums. Es ist für deren Fort- und Weiterbildung, Lehramtsprüfungen und für Ausbildungs- und Prüfungsordnungen zuständig.
Das Ministerium arbeitet mit dem Landesbildungsrat, dem Landeselternrat und dem Landesschülerrat zusammen. Es genehmigt Modellversuche an Schulen und Schulen in freier Trägerschaft. Es erarbeitet die Lehrpläne für die Schularten und soll das Erlernen von Fremdsprachen sowie die Beziehungen zwischen Religionsgemeinschaften und dem Staat fördern. Zudem soll das Ministerium für die kulturelle Förderung an Schulen beitragen, zum Beispiel durch Organisation und Unterstützung von Schülerwettbewerben oder Jugendbegegnungen.
Ein weiteres Aufgabenfeld des Ministeriums ist die Heimatpflege.
Bis März 2012 war das Staatsministerium für Kultus und Sport auch für die sächsische Sportpolitik zuständig. Es hatte die Aufgabe, den Breiten- sowie den Leistungssport zu fördern, den Sportstättenbau voranzutreiben und zur Finanzierung des Sportes beizutragen. Dieser Aufgabenbereich wurde von Ministerpräsident Stanislaw Tillich jedoch in den Zuständigkeitsbereich des Sächsischen Staatsministeriums des Innern überwiesen.

## Organisationsstruktur
Das Sächsische Staatsministerium für Kultus besteht aus den Büros des Staatsministers und des Amtschefs und dem Pressebüro. Danach existieren vier Abteilungen, denen jeweils Referate zugeteilt sind (z. B. Referat 11 zur Abteilung 1). Die Abteilungen lauten wie folgt:
- Abteilung 1: Zentrale Dienste
- Abteilung 2: Lehrer und Ressourcen
- Abteilung 3: Grundsatz, Berufsbildende Schulen
- Abteilung 4: Allgemein bildende Schulen, Kindertagesbetreuung

### Nachgeordneter Geschäftsbereich
Dem Ministerium sind folgende Behörden nachgeordnet (§ 11 SächsVwOrgG):
Landesamt für Schule und Bildung (LaSuB)
Das Sächsische Landesamt für Schule und Bildung ist die Schulaufsichtsbehörde des Sächsischen Staatsministeriums für Kultus. Das Landesamt umfasst sechs Standorte: Bautzen, Chemnitz, Dresden, Leipzig, Radebeul und Zwickau. Der Hauptsitz ist Chemnitz. Derzeit umfasst die Zuständigkeit des LaSuB 1359 öffentlichen Schulen (Stand: Oktober 2020).
Schulen in Trägerschaft des Freistaates Sachsen
Das Staatsministerium für Kultus tritt für folgende fünf Schulen des Freistaates Sachsen als Schulträger auf: 
- Sächsisches Landesgymnasium Sankt Afra in Meißen,
- Sächsisches Landesgymnasium für Musik Carl Maria von Weber in Dresden,
- Landesgymnasium für Sport Leipzig in Leipzig,
- Landesschule für Blinde und Sehbehinderte Förderzentrum Chemnitz/Landeszentrum zur Betreuung Blinder und Sehbehinderter in Chemnitz und
- Sächsischen Landesschule für Hörgeschädigte, Förderzentrum Samuel Heinicke, in Leipzig.

## Das heutige Schulwesen in Sachsen
Nach der vierjährigen Grundschule erfolgt die Unterteilung in Gymnasium und Oberschule. Die Bildungsempfehlung für das Gymnasium gibt es seit 2010 ab einem Notendurchschnitt von 2,0 für die Fächer Deutsch, Mathematik und Sachunterricht. Im Jahr 2005 wurde die Grenze von 2,0 auf 2,5 abgesenkt, die schwarz-gelbe Staatsregierung hob diese Änderung 2010 wieder auf und führte zusätzlich zu Deutsch und Mathematik noch den Sachunterricht als durchschnittsbestimmendes Schulfach ein. Seit 2017 können Kinder mit der Bildungsempfehlung für die Oberschule am Gymnasium angemeldet werden.
Im Gymnasium haben die fünfte und sechste Klasse eine orientierende Funktion, ein Wechsel zu einer anderen Schulart ist möglich. Ab der achten Klasse existieren Profile, die zehnte Klasse bereitet auf die gymnasiale Oberstufe vor. In der elften und zwölften Klasse wird in Kursen (Grundkurse/Leistungskurse, mit der Möglichkeit der Fächerabwahl) unterrichtet und im Punktesystem bewertet. Das Abitur absolviert ein Schüler nach zwölf Jahren, dabei sind die schriftlichen Abiturprüfungen zentral gestellt. Mit dem Abitur erwirbt der Absolvent die allgemeine Hochschulreife.
In der Oberschule (bis 2013 Mittelschule) besteht eine Orientierungsstufe in der fünften und sechsten Klasse, ein Wechsel zu einer anderen Schulart ist möglich, jedoch wegen eines bisher (größtenteils) fehlenden Unterrichts in einer zweiten Fremdsprache schwierig. Ab der siebten Klasse erfolgt eine Trennung in Haupt- und Realschüler. Je nach Organisation der Schule können sie weiterhin gemeinsam eine Klasse besuchen, werden jedoch in den Hauptfächern Deutsch, Mathematik, Englisch, Physik, Chemie, Biologie getrennt unterrichtet. Außerdem gibt es ab der siebten Klasse ein Profilfach. Die Abschlussprüfungen für Hauptschüler finden am Ende der neunten Klasse statt. Sie bestehen aus fünf Prüfungen. Die Fächer Deutsch und Mathematik werden schriftlich geprüft. Die Prüfung im Fach Englisch besteht aus einem schriftlichen und praktischen (mündlichen) Teil. Hauptschüler können einen qualifizierten Hauptschulabschluss erhalten, wenn der  Notendurchschnitt nicht schlechter als 3,0 ist, in keinem Fach eine schlechtere Endnote als 3 erreicht wurde und keine Prüfung schlechter als 3 bewertet wurde. Realschüler werden am Ende der zehnten Klasse in der Regel vier schriftlichen und bis zu zwei mündlichen Prüfungen unterzogen. Das sind Deutsch (eventuell Sorbisch in der Lausitz), Mathematik, Englisch (besteht aus einem schriftlichen und einem mündlichen Teil) und ein naturwissenschaftliches Fach (Biologie, Chemie oder Physik). Nach der Auswertung der schriftlichen Prüfungen bekommt der Schüler mitgeteilt, in welchem Fach er mündlich geprüft wird. Dies wird vom Schüler beantragt und von den Lehrern bestimmt. Nach Konsultationen, in denen der Lehrstoff wiederholt wird, folgt die mündliche Prüfung. Die Prüfungskommission besteht in der Regel aus dem Schulleiter und zwei Fachlehrern. Die Endnote setzt sich aus 50 Prozent Vornote und 50 Prozent Prüfungsnote zusammen.
Nach der Oberschule oder Abitur gibt es die Möglichkeit der dualen Ausbildung (Betrieb und Berufsschule) oder die Berufsfachschule. Für Oberschüler gibt es die Möglichkeit in drei Jahren das Abitur (allgemeine Hochschulreife) an einem beruflichen Gymnasium zu erwerben. Außerdem gibt es die Möglichkeit als Oberschüler in zwei Jahren an einer Fachoberschule – mit einer abgeschlossenen Berufsausbildung (fachrichtungsbezogen) in einem Jahr – die Fachhochschulreife zu erreichen.
Ferner existiert der Zweig der Förderschulen.
Das Sächsische Staatsministerium für Kultus betreibt gemeinsam mit der Technischen Universität Dresden und dem Statistischen Landesamt des Freistaates Sachsen die online verfügbare Sächsische Schuldatenbank.

## Bildungspolitische Entscheidungen seit 1990
Das Sächsische Schulgesetz vom 3. Juli 1993 ist die Grundlage des Schulwesens. § 1 bestimmt den Erziehungs- und Bildungsauftrag durch das Recht eines jeden jungen Menschen auf eine seinen Fähigkeiten und Neigungen entsprechende Erziehung und Bildung ohne Rücksicht auf Herkunft oder wirtschaftliche Lage. Den Schülern sollen, anknüpfend an die christliche Tradition im europäischen Kulturkreis, Werte wie Ehrfurcht vor allem Lebendigen, Nächstenliebe, Frieden und Erhaltung der Umwelt, Heimatliebe, sittliches und politisches Verantwortungsbewusstsein, Gerechtigkeit und Achtung vor der Überzeugung des anderen, berufliches Können, soziales Handeln und freiheitliche demokratische Haltung vermittelt werden (Abs. 2).
Seit der deutschen Wiedervereinigung fanden immer wieder Überprüfungen der Lehrer nach früherer Tätigkeit für die Stasi statt.
Nach der PISA-Studie in der deutschen Bildungslandschaft fand ein Vergleich zwischen den einzelnen deutschen Ländern statt. Dabei erzielten das Land Baden-Württemberg sowie die Freistaaten Bayern und Sachsen die besten Ergebnisse. Im Jahr 2004 wurde im Rahmen der Erstellung neuer Lehrpläne durch das vom SMK beauftragte Comenius-Institut entschieden, Astronomie als eigenständiges Fach an der Oberschule und am Gymnasium (zehnte Klasse) abzuschaffen und in Physik einzugliedern; ebenso werden Geschichte und Geographie nur noch bis zur neunten Klasse behandelt und in der zehnten Klasse wahlobligatorisch vertieft.